# Droga krajowa nr 47 (Węgry)
Droga krajowa nr 47 (węg. 47-es főút) – droga krajowa w komitatach Hajdú-Bihar, Békés i Csongrád we wschodnich i południowych Węgrzech. Długość - 224 km. Przebieg: 
- Debreczyn – skrzyżowanie z drogą 4
- Derecske
- Berettyóújfalu – skrzyżowanie z drogą 42
- Szeghalom
- Mezőberény – skrzyżowanie z drogą 46
- Békés
- Békéscsaba – skrzyżowanie z drogą 44
- Orosháza
- Hódmezővásárhely – skrzyżowanie z drogą 45
- Algyő – most na Cisie
- Szeged – skrzyżowanie z drogą 43